# Improvizacijsko gledališče v Sloveniji
Improvizacijsko gledališče ima v Sloveniji že več kot 25-letno tradicijo, ki se je pričela z delovanjem Gledališča Ane Monro in nadaljevala v več različnih projektov.

### Zgodovina

#### Začetno obdobje - Gledališče Ane Monro (1980–1990)
Gledališče Ane Monro je slovensko alternativno gledališče, kateremu pripisujemo začetek improvizacijskega gledališča v Sloveniji.

#### Improliga in Šolska impro liga (1990–2000)
V letu 1991 nastane prva slovenska celovečerna improvizirana predstava z naslovom "Variete Impro", katera je pripravljena po tečaju improvizacij (Theatre Sports) po modelu Keitha Johnstona.

#### Improvizacijsko gledališče danes (2010–danes)
Improvizacijsko gledališče je v sodobnem času dobro zastopana in ljudem poznana oblika gledališča.

### Improvizacijsko gledališče po regijah
V Sloveniji lahko najdemo več kot 20 različnih skupin in kolektivov, ki redno uprizarjajo improvizirane predstave. Večina dogajanja je koncentrirana na osrednjeslovensko regijo, najdemo pa skupine po vsej Sloveniji.

#### Osrednjeslovenska regija
Glavnina dogajanja se odvija v osrednjeslovenski regiji, natančneje v Ljubljani, kjer domuje večina projektov improvizacijskega gledališča.
Med vidnejše projekte lahko izpostavimo naslednje:
- Impro liga
- ŠILA - Šolska Impro liga
- MIŠ - Mala impro šola
- Goli Oder
- Improvizija

#### Podravska regija
V podravski regiji je tradicija improvizacijskega gledališča poznana že od 90-ih letih 20. stoletja. 
Vidnejši predstavnik so društvo KUD Banda Ferdamana, kateri redno skrbijo za razvoj improvizacijskega gledališča na Štajerskem in širše.

#### Primorska regija
V širši primorski regiji je improvizacijsko gledališče prisotno od začetka 21. stoletja in je še v fazi postopnega razvoja. 
Trenutno je edina aktivna skupina Dženny Impro Team.